# Дюжина
Дю́жина, двана́дцятка, заст. ту́зінь — міра поштучного рахунку однорідних предметів, що дорівнює 12. Широко застосовувалася до введення метричної системи і застосовується досі при комплектації, наприклад, сервізів, столових приборів, великих гарнітурів меблів, які випускаються майже завжди на 12 або 6 (півдюжини) персон. 12 дюжин становлять грос, 5 дюжин (60 штук) — копу. Пиво пакують по 6 (півдюжини), 12 або 24 (2 дюжини) пляшок (банок). У США прийнято купувати яйця дюжинами.
Чортова дюжина — інша назва числа 13, пов'язана з поширеним забобоном.

## Історичне використання
Число 12 широко використовувалося у стародавніх цивілізаціях, зокрема у Вавилоні та Месопотамії, де діяла дванадцяткова система числення. Його зручність полягає в тому, що воно ділиться на 2, 3, 4 та 6, що робило його практичним у торгівлі, вимірюванні часу й маси.

## Похідні одиниці
- Грос — 12 дюжин = 144 одиниці
- Великий грос — 12 гросів = 1 728 одиниць
- Малий грос або велика сотня — 10 дюжин = 120 одиниць

Ці одиниці активно використовувалися в оптовій торгівлі, особливо у виробництві канцелярії, цвяхів, ґудзиків тощо.

## Цікава інформація
- Буває чортова, і в такому вигляді вона лякає півсвіту (в Америці в будинках немає 13-х поверхів, в Італії в театрах не роблять 13-ті ряди і 13-ті місця тощо).
- «Дюжина булочника». У середньовічній Англії пекарі додавали додаткову хлібину до замовлення, щоб уникнути покарання за недовагу. Законодавство того часу передбачало суворі санкції за недостатню масу продукції.
- На кожній кисті у людини є дюжина кісточок, якщо їх рахувати великим пальцем. Це, ймовірно, підштовхнуло стародавніх шумерів вивести дванадцяткову систему числення. Така система набагато зручніша, оскільки 12 ділиться на 2, 3, 4, 6, а 10 лише на 2 і 5.
- У французькій мові є подібні числівникові одиниці: dizaine (10), quinzaine (15), vingtaine (20).
- У культурі число 12 часто символізує повноту: 12 апостолів, 12 місяців у році, 12 годин на годиннику.